# Romeo Maurenbrecher

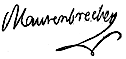
Signatur

Romeo Maurenbrecher (* 12. Oktober 1803 in Düsseldorf; † 5. Dezember 1843 ebenda) war ein deutscher Jurist und Professor für Staatsrecht an der Rheinischen Friedrich-Wilhelms-Universität Bonn.

## Leben
Romeo Maurenbrecher, Spross des Düsseldorfer Postmeistergeschlechts Maurenbrecher, war Sohn des Postmeisters Peter Wilhelm Maurenbrecher (1777–1861) und dessen Ehefrau Johanna Elisabeth, geborene Schnabel (1781–1858). Nach dem Besuch des Gymnasiums in Düsseldorf begann er 1822 ein Studium der Rechte an der noch jungen Universität Bonn. Nach drei Semestern wechselte er für je ein Jahr an die Philipps-Universität Marburg und an die Georg-August-Universität Göttingen. Jodocus Temme, ein Kommilitone, der damals mit ihm von Bonn nach Marburg gezogen war, erinnerte sich später, dass Maurenbrecher als Korpsstudent „frei von jedem ‚Schmisse‘ blieb“ und „stets der ‚patente‘ und durch seine hohe Gestalt wie durch seine unendliche Ruhe der imponirende Schläger war.“
Nachdem er den Winter 1824/1825 zuhause verbracht und seine Eltern ihm den Wunsch erfüllt hatten, sich einer akademischen Laufbahn zu widmen, ging er im Mai 1825 zum weiteren Studium an die Universität zu Berlin. Mit der Dissertation Juris Germanici atque praesertim speculi Saxonici de culpa doctrina promovierte er im Sommer 1826 an der Königlichen Universität zu Greifswald. Im Oktober 1828 habilitierte er an der Ludwig-Maximilians-Universität München. Weil er in München bereits Vorlesungen über das Privatrecht gehalten, aber nicht den gewünschten Wirkungskreis erzielt hatte, zog er erneut nach Bonn und hielt dort als Privatdozent am 17. Dezember 1828 seine Antrittsvorlesung „über die Methode des deutschen Privatrechtes“. Unter Auswertung lokalrechtlicher Quellen veröffentlichte er in den folgenden Jahren mehrere Abhandlungen auf dem Gebiet des deutschen Privatrechts. 1834 wurde er zum außerordentlichen Professor und 1838 zum ordentlichen Professor für Staatsrecht ernannt.
Im Mai 1837 heiratete er Alwine Rittershausen (1815–1869), die Tochter des Düsseldorfer Oberprokurators Gottfried Carl Rittershausen (1786–1827). Das Paar hatte eine Tochter und einen Sohn, den späteren Historiker Wilhelm Maurenbrecher. Eine Erkrankung, die 1841 eintrat, beeinträchtigte seine Lehrtätigkeit und führte im Frühjahr 1842 zu seiner Beurlaubung. Im Dezember des Folgejahres verstarb er im Alter von 40 Jahren „an den Folgen eines organischen Gehirnleidens“.
Nach Manfred Friedrich und Bruno Urbaschek blieb Maurenbrecher in der Geschichte der Rechtswissenschaft ein „Außenseiter“, der mit seinen Thesen mehr Ablehnung als Zustimmung erntete. Maurenbrechers kurzes Staatsrechtslehrbuch dokumentiere ein für den Vormärz neues fachwissenschaftliches Objektivitätsstreben, wie es in der zweiten Jahrhunderthälfte mit dem Siegeszug der „juristischen Methode“ allgemein in der Staatsrechtslehre zum Durchbruch kommen sollte. Dieses Streben bekunde sich in dem Willen zu einer deutlichen Unterscheidung von politischen und rechtlichen Argumentationen und zu einer folgerechten Anwendung der methodischen Grundsätze. Insofern erscheine auch der „vielgescholtene“ Maurenbrecher als ein unmittelbarer Vorläufer Karl von Gerbers.
Auf Kritik stieß insbesondere Maurenbrechers Versuch, die Souveränität als Quasi-Eigentum des Fürsten zu erklären, das monarchische Prinzip zu stützen und die Politik der Führungskräfte im Deutschen Bund in staatsrechtliche Dogmatik umzusetzen. Abschätzig und gereizt erklärte 1867 hierzu Robert von Mohl: „Maurenbrecher’s elendes Gesudel kann außer Beachtung bleiben.“
Maurenbrecher zeigte auch Interesse an der zeitgenössischen Malerei. In dem von Ludwig Schorn redigierten Kunst-Blatt, einer feuilletonistischen Beilage des Morgenblatts für gebildete Stände, lobte er 1828 die unter Wilhelm Schadow an der Düsseldorfer Akademie entstehende Kunst, insbesondere „jene zusammenstrebende Harmonie und Einheit, jene übersichtliche und durchdachte, gefällige Klarheit, Abrundung und Leichtigkeit der Kompositionen (…), welche die wahrhaft stehenden Vorzüge der Bilder aus Schadow’s Schule ausmachen.“ Maurenbrecher war seinerzeit der Erste, der die entstehende Kunst als Hervorbringung einer Malerschule besprach. Daher ging er als Urheber des bald kursierenden Begriffs Düsseldorfer Malerschule in die Kunstgeschichte ein.
Zur Rückführung der bedeutenden Sammlung der Gemäldegalerie Düsseldorf aus bayerischem Besitz nach Düsseldorf bot sich Maurenbrecher 1834 dem Düsseldorfer Stadtrat als Rechtsbeistand an und begann daraufhin mit Ermittlungen. Dafür kritisierte ihn jedoch Oberpräsident Ernst von Bodelschwingh, und Kultusminister Karl von Altenstein erteilte ihm sogar einen Verweis. Auch der ihm wohlgesonnene Justizminister Karl Albert von Kamptz machte einen Rückzieher und teilte ihm in einem privaten Schreiben eine entgegengesetzte Rechtsauffassung mit. Nach Ansicht des Düsseldorfer Oberbürgermeisters Joseph von Fuchsius soll Maurenbrecher daraufhin „verzagt“ haben. Schließlich nahm er dann aber doch noch an der Erarbeitung eines städtischen Schreibens an König Friedrich Wilhelm III. teil.

## Veröffentlichungen (Auswahl)
- Die Landrechte der königlich preußischen Rheinprovinzen. 2 Bände, 1830 f.
- Lehrbuch des gesamten heutigen gemeinen deutschen Privatrechts. 2 Bände, 1832/1834.
- Grundsätze des heutigen deutschen Staatsrechts. 1837, 1847 (Digitalisat).
- Ueber den gegenwärtigen Stand des staatsrechtlichen Studiums in Teutschland. In: Karl Heinrich Ludwig Pölitz (Hrsg.): Jahrbücher der Geschichte und der Politik. 2 (1837), S. 1–26.
- Grundriss eines Systems des Naturrechts zum Gebrauche bei akademischen Vorlesungen. 1839.
- Die deutschen regierenden Fürsten und die Souveränität. 1839.